# Pelequén
Pelequén – miasto w Chile, w regionie O’Higgins, w prowincji Cachapoal.